# Arapi, Shirak
Arapi là một đô thị thuộc tỉnh Shirak, Armenia. Dân số ước tính năm 2011 là 2047 người.